# Fabio Basile
Fabio Basile (Rivoli, 7 ottobre 1994) è un judoka italiano, campione olimpico nella categoria  66 kg a Rio de Janeiro 2016.
È stato il vincitore della duecentesima medaglia d'oro nella storia dell'Italia ai Giochi olimpici estivi.

## Biografia
È nato e cresciuto in Piemonte, a Rosta, dove risiede, ma è tarantino di origine. Graduato dell'Esercito Italiano, del cui gruppo sportivo fa parte dal 2013, ha conquistato il bronzo sia ai Giochi del Mediterraneo 2013 a Mersin nella categoria 60 kg sia ai campionati europei giovanili di Bucarest dello stesso anno. Continua ad allenarsi presso l'Akiyama di Settimo Torinese del Maestro Pierangelo Toniolo, società dove ha cominciato la sua carriera agonistica.
Terzo ai campionati europei 2016 tenutisi a Kazan', ha fatto parte della spedizione italiana ai Giochi olimpici di Rio de Janeiro nella categoria 66 kg. Giunto in finale con il sudcoreano An Ba-ul, campione del mondo in carica, ha vinto l'incontro laureandosi campione olimpico grazie a un ippon ottenuto dopo soli 84 secondi di gara e conquistando la prima medaglia d'oro per l'Italia nell'edizione del 2016 e la 200ª complessiva di tutta la sua storia.
Nel 2017 partecipa al talent show Ballando con le stelle su Rai 1 in coppia con Anastasija Kuz'mina, classificandosi al secondo posto. Dal 26 ottobre 2017, ovvero in occasione del Gran Slam di Abu Dhabi, è passato alla categoria -73kg. Il 20 dicembre 2017 gli viene conferita l'onorificenza di Commendatore da parte del Presidente della Repubblica Sergio Mattarella.
Nel settembre 2018 partecipa come concorrente al Grande Fratello VIP 3, condotto da Ilary Blasi su Canale 5, venendo eliminato dopo 46 giorni di permanenza nella casa con il 20% dei voti. Nel febbraio 2019 torna sul tatami al Grand Slam di Parigi e si classifica al terzo posto conquistando la medaglia di bronzo.
L'8 giugno 2021 ha pubblicato il libro L'impossibile non esiste per Giunti Editore.
Si è qualificato ai Giochi olimpici estivi di Tokyo 2020. Tuttavia viene eliminato al primo turno dal coreano Changrim An.
Il 23 novembre 2021 deve affrontare un grave lutto: il fratello Michael, anche lui judoka, muore a soli 31 anni.

## Palmarès
- Giochi olimpici

Rio de Janeiro 2016: oro nei 66 kg.
- Europei

Kazan' 2016: bronzo nei 66 kg.
- Giochi del Mediterraneo

Mersin 2013: bronzo nei 60 kg;
Tarragona 2018: bronzo nei 73 kg.
- Campionati europei under 23:

Praga 2012: bronzo nei 60 kg;
Bratislava 2015: oro nei 66 kg.
- Giochi olimpici giovanili

Singapore 2010: bronzo nell'evento a squadre ( squadra Tokyo).
- Campionati mondiali juniores:

Agadir 2010: bronzo nei 55 kg.
- Campionati europei juniores:

Bucarest 2014: bronzo nei 60 kg.
- Campionati europei cadetti:

Teplice 2010: argento nei 55 kg.

### Vittorie nel circuito IJF
| Data            | Località | Paese   | Categoria  |
| --------------- | -------- | ------- | ---------- |
| 23 gennaio 2020 | Tel Aviv | Israele | Grand Prix |
| 1º aprile 2021  | Antalya  | Turchia | Grand Slam |

### Altre vittorie in competizioni internazionali
- 1 African Open: Casablanca 2016 nei 66 kg;
- 1 Coppa europea: Sindelfingen 2015 nei 66 kg;
- 4 Coppe europee juniores: Tarvisio 2012, Paks 2012, Lignano 2013 e Paks 2014 nei 60 kg;
- 2 Coppe europee cadetti: Teplice 2010 e Fuengirola 2010 nei 55 kg.

### Campionati nazionali
- 3 volte campione nazionale: Verona 2012 e Catania 2013 nei 60 kg, Asti 2014 nei 66 kg;
- 2 volte campione nazionale juniores: Follonica 2011 e Andria 2013 nei 60 kg;
- 2 volte campione nazionale cadetti: Ostia 2009 nei 46 kg, Terni 2010 nei 55kg.

## Pubblicazioni
- Fabio Basile, L'impossibile non esiste, Giunti Editore, 2021, ISBN 8809903021, ISBN-13 978-8809903029.